# Mikorzyce (województwo dolnośląskie)
Mikorzyce (niem. Schönbrunn) – wieś w Polsce położona w województwie dolnośląskim, w powiecie wołowskim, w gminie Wołów.

## Podział administracyjny
W latach 1975–1998 miejscowość administracyjnie należała do województwa wrocławskiego.